# Méteren
Méteren – miejscowość i gmina we Francji, w regionie Hauts-de-France, w departamencie Nord.
Według danych na rok 1990 gminę zamieszkiwało 2000 osób, a gęstość zaludnienia wynosiła 108 osób/km² (wśród 1549 gmin regionu Nord-Pas-de-Calais Méteren plasuje się na 363. miejscu pod względem liczby ludności, natomiast pod względem powierzchni na miejscu 71.).